# 後獣下綱
後獣下綱（こうじゅうかこう、Metatheria）は、哺乳類の分類群（タクソン）のひとつで下綱の階級にあるもの。カンガルーなどの有袋類が含まれる。

## 進化史
後獣下綱及び姉妹群である真獣下綱（有胎盤類）は、いわゆる獣亜綱としてまとめられている。このグループは臼歯の形態（後述）から「北楔歯類」とも呼ばれる。この獣亜綱は、かつて「汎獣目」と呼ばれた岐獣類を祖としている。かれらは中生代ジュラ紀末 - 白亜紀前期の北半球に現れ、繁栄する恐竜の足元で進化を重ねていた。
後獣類のグループの中で最初期に現れたのは、シノデルフィス及びデルタテリディウムなどであるが、これらはアジア産であった。おそらくは初期後獣類はアジアに現れ、白亜紀後期にかけて北アメリカ大陸などに分布をひろげたと推測される。現生の有袋類（上目）は北アメリカに到達したグループが起源であるとされる。北アメリカに現れた属としては、現生のオポッサムに似たアルファドンなどが挙げられる。そして白亜紀末、一時的に地続きとなった南アメリカ大陸へと分布を拡げている。このとき共に南アメリカに渡った哺乳類が、祖先的な形態を持った有蹄類である「顆節目」と呼ばれる一群である。これらは後に午蹄中目と呼ばれる、南アメリカ特有の有蹄類の祖となったと推測される。
白亜紀最末期、K-T境界の大量絶滅において哺乳類も多数絶滅しているが、後獣類も例外ではなく、多くのグループが絶滅している。新生代まで生き延びた有袋類は、各地で真獣類と競合することになる。ドイツ、メッセル採掘場からは多数の哺乳類の化石が見つかっているが、有袋類はペラデクテスなど僅か2種のみであった。当時の生物相の中で、有袋類は少数派であったことがうかがわれる。北半球の有袋類は次第に生態系の片隅に追いやられ、絶滅していく。
南アメリカに到達していたグループは、午蹄中目や元々南アメリカにいたとされる異節上目（アルマジロ、アリクイなど）とともに、他とは隔離された島大陸の中で独特の哺乳類相を構成することになる。暁新世初期には5つの科が存在しており、マユレステスのような捕食者も現れている。漸新世前期、はるか東方のアフリカ大陸から渡来したと推定されるテンジクネズミ科（モルモットなど、ネズミ目）及び広鼻下目（新世界ザル、サル目）が現れ、南アメリカ在来の哺乳類たちは次第に圧迫を受けることになる。しかし、有袋類はボルヒエナやティラコスミルスなど大型の捕食者を輩出するなど、その地位を維持していた。特にティラコスミルスは、同時代に現れたマカイロドゥスなどのサーベルタイガーと酷似した、サーベル状犬歯を持った頂点捕食者であった。
そして中新世末 - 鮮新世に至ってパナマ地峡が形成されると、北アメリカ大陸から多数の真獣類が南下してくることになる。有袋類を含む古くからの南アメリカの哺乳類は、北からの真獣類との生存競争に敗れ、多数が絶滅している。現在新大陸に残っている有袋類は、オポッサム目及びチロエオポッサムのみである。しかしこれらは真獣類と競合しつつも、北アメリカ大陸まで分布域を拡大している。
一方、南アメリカから南極大陸経由でオーストラリア大陸へと渡ったグループも存在する。暁新世後期 - 漸新世初期南アメリカに生息したポリドロプス属 Polydolops が南極からも発見されたのである。この時代は、両大陸の間ではある程度生物の交流が保たれていたと推定されている。まだ温暖であった南極に達したかれらは、そこを経由してオーストラリアへと渡ったとされる。オーストラリアに到達したグループはオーストラリア有袋大目として括られるが、南アメリカに現在も分布するチロエオポッサムもこの中に含まれる。この地には、北楔歯類と酷似した臼歯を持っていた（ただし、起源は異なる）南楔歯類の子孫であるカモノハシ目（単孔類）が生息していた。当時の単孔類は様々なニッチに適応し、様々な種が存在していた。しかし、新たに現れた有袋類との競争に敗れ、半水生のもののみが生き延びることができた。その末裔が、カモノハシ及びハリモグラである。また、この地に真獣類も進出を果たしているが、このグループも後獣類に敗れ、子孫を残していない。以降、海で他の大陸から隔絶されているオーストラリア区（オースタラリア及びニュージーランド）には、約5万年前にヒトが到達するまでは、東南アジアからと推測されるネズミ科やコウモリしか真獣類は現れなかった。そのため有袋類は多様なニッチに適応し、多種多様な種を生み出している。

## 形態
真獣下綱との歯列、骨格における相違点を以下に述べる。
歯基本的な歯列は5.1.3.4/4.1.3.4と計50本であり、真獣下綱よりも多い。真獣類の小臼歯が4本、大臼歯が3本であるのに対し、後獣類は小臼歯が3本、大臼歯が4本となっている。真獣類では大臼歯が退化、消失して数を減らす事が多いが、後獣類ではそういった例はほとんど無い。また、真獣類では第2 - 第4小臼歯が乳歯から永久歯に生え変わるが、後獣類で生え変わるのは第3小臼歯のみである。大臼歯は切断と破砕の機能を兼ね備えた「トリボスフェニック型臼歯（トリボス＝噛み砕く、スフェン＝切り裂く）」と呼ばれる形態であり、真獣類と共通する特徴であるが、その細部は異なる。
脳函真獣類に比べてやや小さい。これは、頭部骨格が早い段階で骨化する為であるとされる。
骨盤恥骨前部に前恥骨（袋骨）を持つ。この骨は、初期群を除いた真獣類では失われている。

## 分類

### 上位分類
- 原獣亜綱 Prototheria / Australosphenida
- 全獣類 Holotheria
  - 獣亜綱（真獣亜綱） Theria
    - 後獣下綱 Metatheria
    - 真獣下綱 Eutheria

### 下位分類
後獣下綱からデルタテリディウムなど幾つかの祖先的なグループを除いたものが、有袋類（有袋上目）である。有袋類は、伝統的な分類では、フクロネズミ目の1目のみだが、進化を考慮した新しい分類では後述の通り、現生2大目7目となる。アルファドンなど、中生代白亜紀の北半球に生息した後獣下綱のグループは、現生の有袋類とは異なる、より初期に分岐した系統とする場合もある。現生群における科の分類群の詳細は有袋類の項目を参照の事。
†は絶滅群。
- 後獣下綱 Metatheria
  - †デルタテリウム目 Deltatheroida
  - †シノデルフィス属 Sinodelphys
  -  ?†アルファドン目 Alphadontia（オポッサム形目に含める場合あり[18]）
  - †アシアテリウム目 Asiadelphia
  -  ?†ペラデクテス科 Peradectidae
  - 有袋上目 Marsupialia
    - アメリカ有袋大目 Ameridelphia (側系統群）
      - †砕歯目[19][18] Sparassodonta（ボルヒエナ形目とも[6]）（有袋類に含めない分類もある）
        - †ハトゥリアキヌス科 Hathliacynidae
        - †ボルヒエナ科 Borhyaenidae
        - †プロボルヒエナ科 Proborhyaenidae
        - †ティラコスミルス科 Thylacosmilidae
        - †Hondadelphidae†

      - オポッサム形目 Didelphimorphia (63種)
        - オポッサム科 Didelphidae

      - ケノレステス目（少臼歯目） Paucituberculata (6種)
        - ケノレステス科 Caenolestidae

    - オーストラリア有袋大目 Australidelphia
      - ミクロビオテリウム目 Microbiotheria（1種）
        - ミクロビオテリウム科 Microbiotheriidae

      - フクロモグラ形目 Notoryctemorphia（2種）
        - フクロモグラ科 Notoryctidae

      - フクロネコ形目 Dasyuromorphia（63種）
        - †フクロオオカミ科 Thylacinidae
        - フクロネコ上科 Dasyurioidea
          - フクロネコ科 Dasyuridae
          - フクロアリクイ科 Myrmecobiidae

      - バンディクート形目 Peramelemorphia（21種）
        - ミミナガバンディクート科 Thylacomyidae
        - バンディクート科 Peramelidae

      - 双前歯目（双門歯目）Diprotodontia（117種）
        - ウォンバット型亜目 Vombatiforms
          - コアラ科 Phascolarctidae
          - ウォンバット上科 Vombatoidea
            - †ディプロトドン科 Diprotodontidae
            - ウォンバット科 Vombatidae

          - †ティラコレオ科 Thylacoleonidae

        - クスクス型亜目 Phalangeriforms
          - クスクス上科 Phalangeroidea
            - クスクス科 Phalangeridae
            - ブーラミス科 Burramyidae

          - フクロモモンガ上科 Petauroidea
            - フクロモモンガ科 Petauridae
            - チビフクロモモンガ科 Acrobatidae
            - リングテイル科 Pseudocheiridae
            -  ?フクロミツスイ科 Tarsipedidae

        - カンガルー型亜目 Macropodiforms
          - ネズミカンガルー科 Potoridae
          - ニオイネズミカンガルー科 Hypsiprymnodontidae
          - カンガルー科 Macropodidae

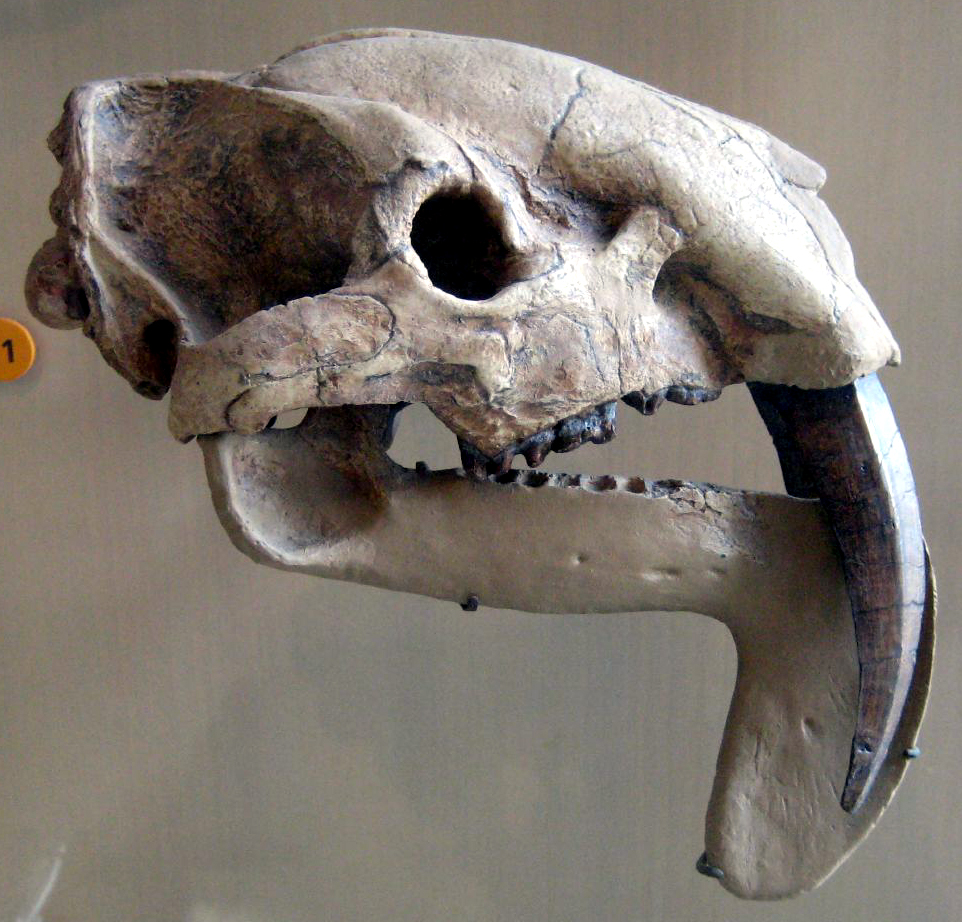
ティラコスミルス頭骨（ティラコスミルス科）
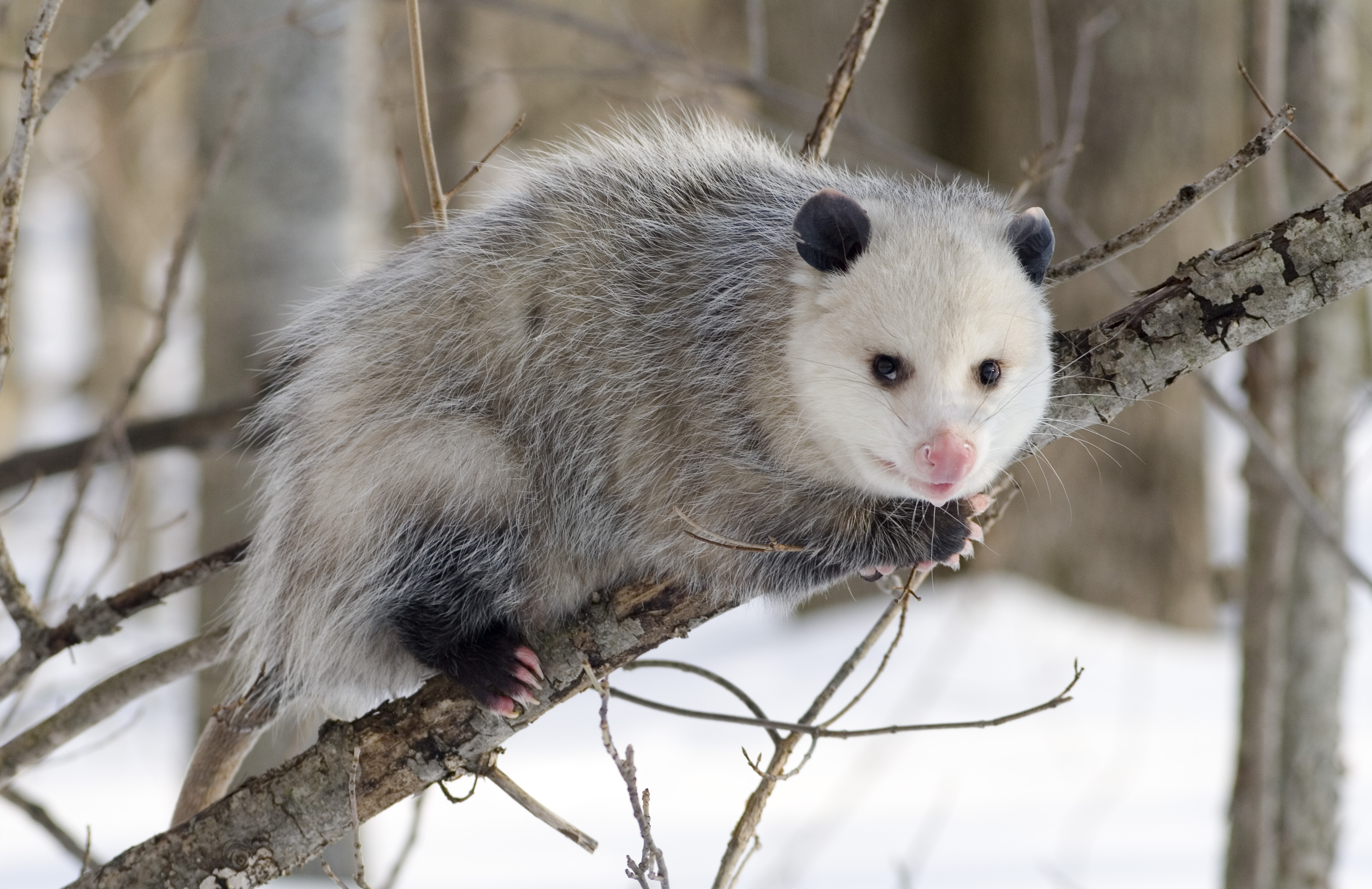
キタオポッサム （オポッサム科）
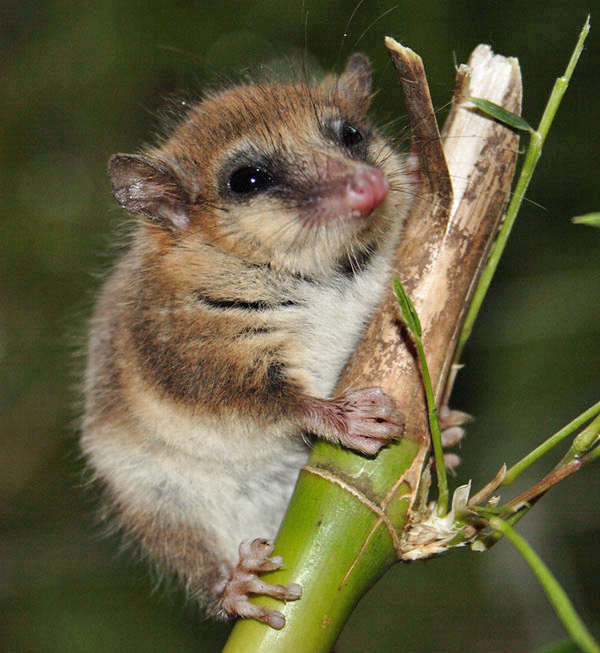
チロエオポッサム （ミクロビオテリウム科）
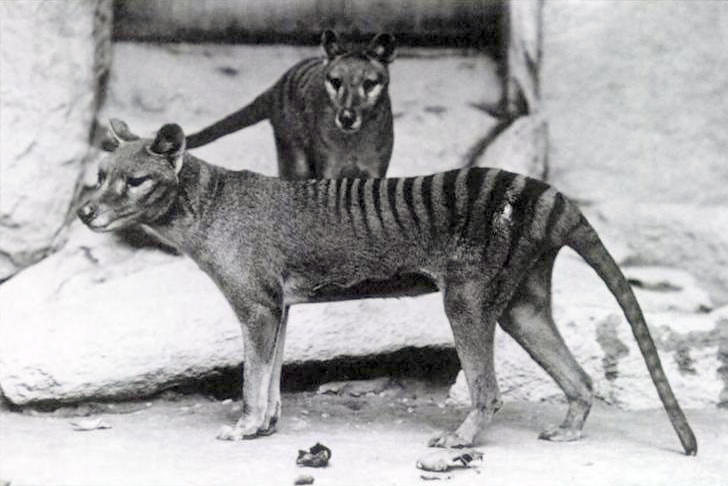
フクロオオカミ （フクロオオカミ科）
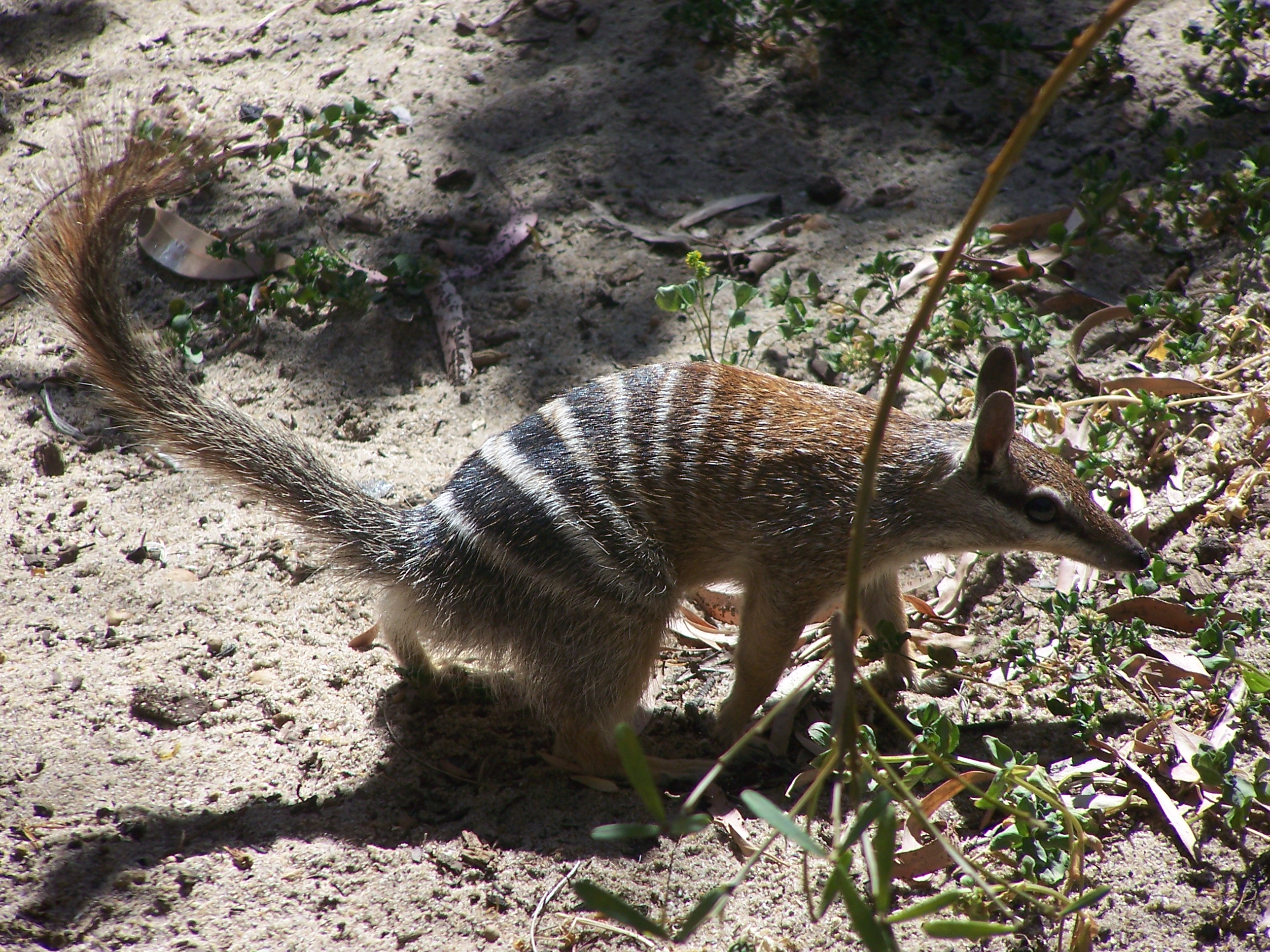
フクロアリクイ（フクロアリクイ科）
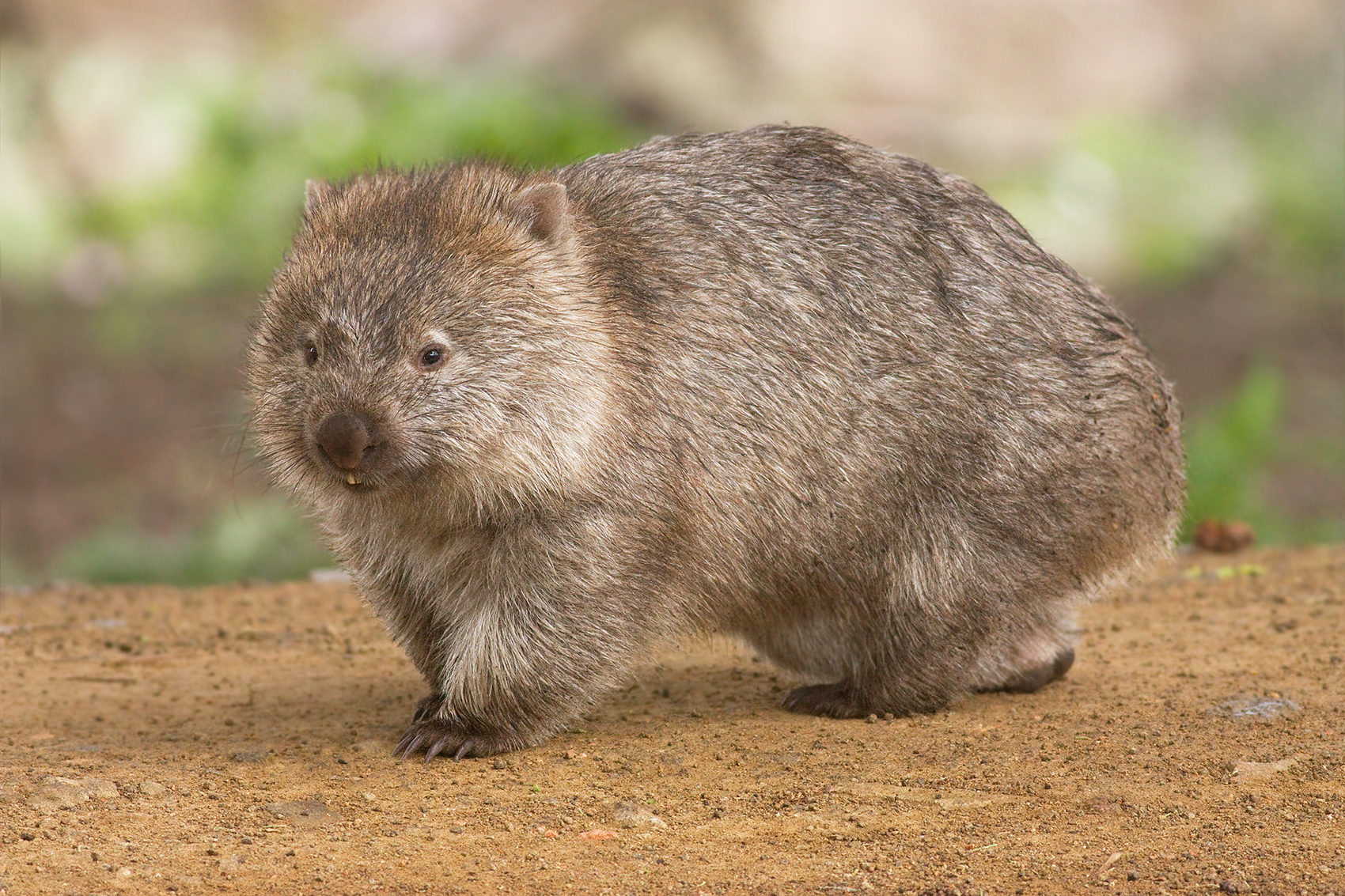
ウォンバット（ウォンバット科）
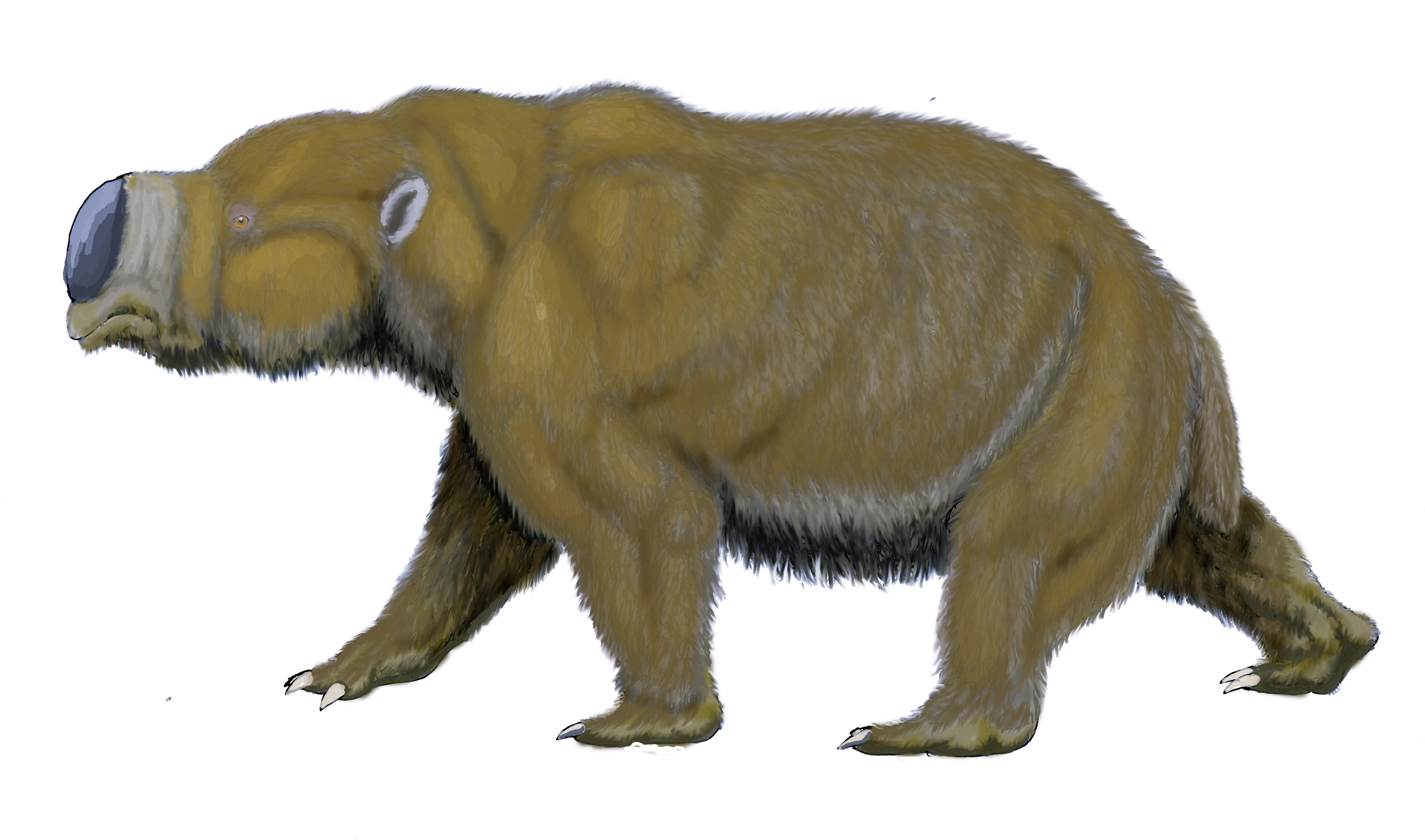
ディプロトドン（ディプロトドン科）
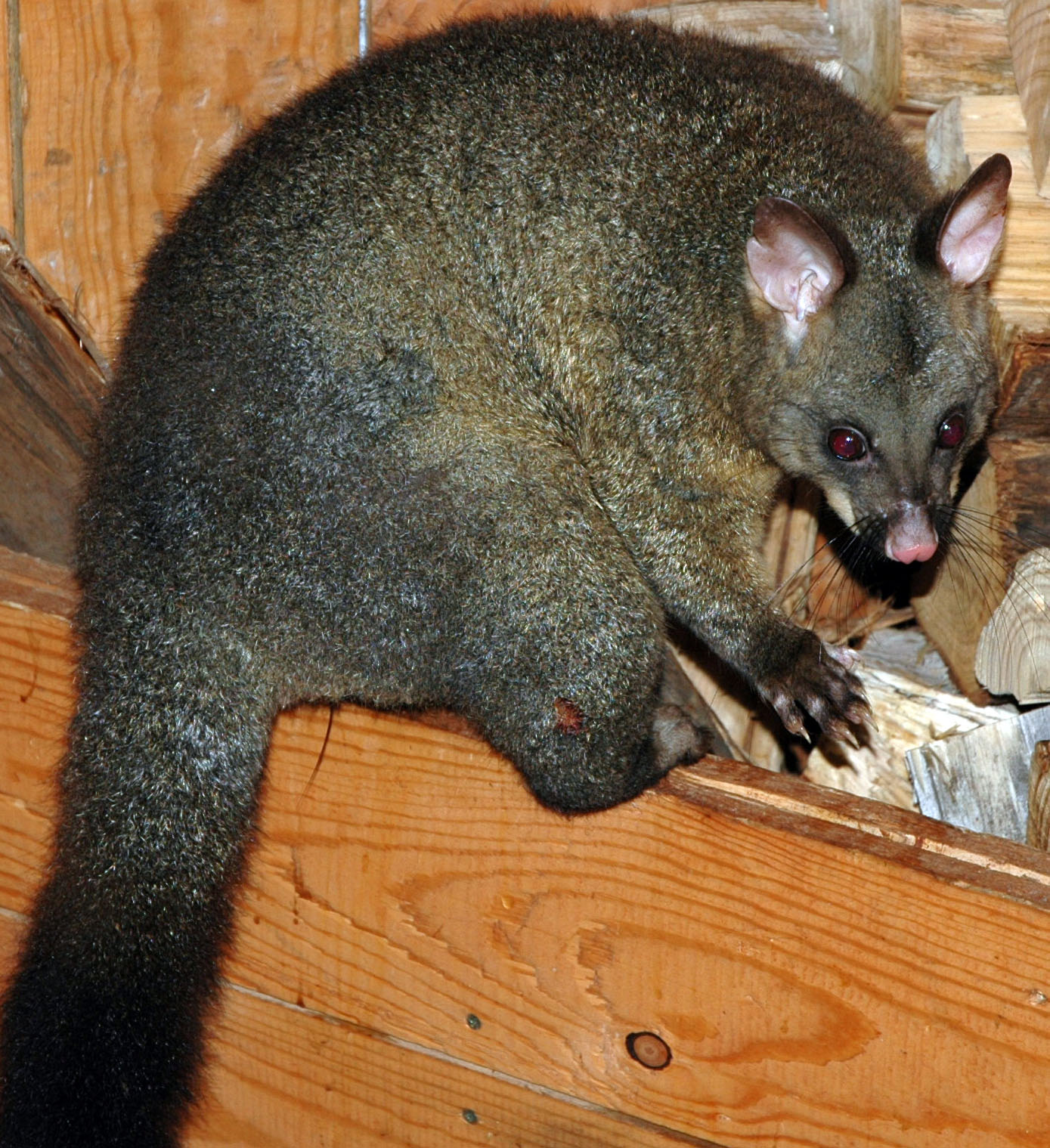
フクロギツネ（クスクス科）